# Rocca dei Draconi
Rocca dei Draconi is een boerderijhoeve uit de 12e eeuw gelegen in Tavarnelle Val di Pesa te Italië en doet dienst als vakantieresidentie van de Nederlandse koninklijke familie. "Rocca dei Draconi" is een vertaling van de naam van kasteel Drakensteyn.

## Nederlandse koninklijke familie
In 1975 schonk Graaf Vasco Vicini, een goede vriend van de familie, de boerderij als cadeau aan prinses Beatrix. Het gebouw werd opgeknapt en heeft 22 kamers, een wijnkelder, een zwembad en tennisbaan. Het landgoed beslaat een hoofdgebouw, drie bijgebouwen en is met één toegangsweg bereikbaar en afgesloten met een hek met een gebouw voor een bewaker (politieagent).

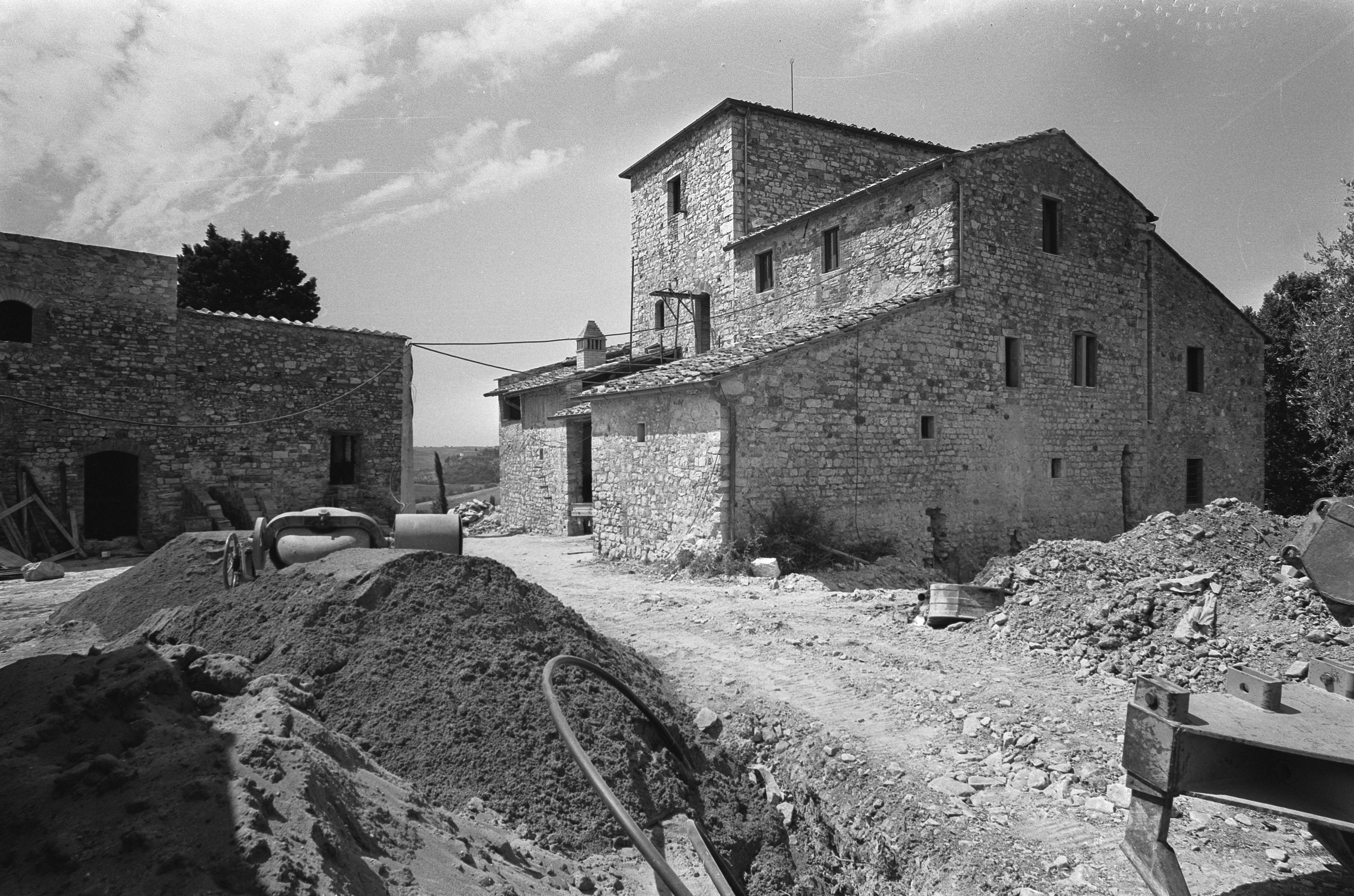
verbouwing van de boerderij in 1975.

In 1999 werden toenmalig kroonprins Willem-Alexander en de toen nog de onbekende Maxima gespot in onder meer de omgeving van de boerderij, een maand later werd duidelijk met wie Willem-Alexander daar was.
Nadat prins-gemaal Claus in 2002 overleed werd een van de kamers, de Royal Suite, omgebouwd tot logeerkamer voor de kleinkinderen van prinses Beatrix. De koninklijke familie viert vrijwel ieder jaar met zijn allen het paasweekend op het landgoed.
Prinses Beatrix schonk later de residentie aan haar drie zonen, na het overlijden van prins Friso werden zijn dochters eigenaar van zijn een derde deel.

### Inbraak
In 2020 vond er een inbraak plaats op het terrein. Inbrekers klommen over een hoge hek en betraden het terrein waar op dat moment de terreinbeheerder afwezig was. Uiteindelijk namen de inbrekers geen waardevolle bezittingen mee buit en vluchtte in een Jeep van de familie die op het terrein stond.